# Strängnäs Segelsällskap
Strängnäs Segelsällskap SÄSS är en förening som har sitt säte i Strängnäs. Den grundades år 1919 av direktör C.W. Gustafsson.
Klubben förfogar över en ö som heter Askholmen. Mellan 1920 och 1980 hade de även en slipanläggning på Visholmen.